# Comuna Sîdorovîci, Ivankiv
Sîdorovîci (în ucraineană Сидоровичі) este o comună în raionul Ivankiv, regiunea Kiev, Ucraina, formată din satele Buda-Polidarivska, Polidarivka și Sîdorovîci (reședința).

## Demografie
Componența lingvistică a comunei Sîdorovîci
     Ucraineană (89,78%)
     Maghiară (7,46%)
     Rusă (2,76%)
Conform recensământului din 2001, majoritatea populației comunei Sîdorovîci era vorbitoare de ucraineană (89,78%), existând în minoritate și vorbitori de maghiară (7,46%) și rusă (2,76%).